# Constantin Ion Parhon
Constantin Ion Parhon (15. října 1874, Câmpulung Muscel, Rumunsko – 9. srpna 1969, Bukurešť, Rumunsko) byl rumunský politik, vědec, lékař (endokrinolog) a předseda Prozatímního prezídia Rumunské lidové republiky v období od 30. prosince 1947 do 2. června 1952 (do 13. dubna 1948 byl předsedou prezídia Velkého národního shromáždění.